# Girínids
Els girínids (Gyrinidae), popularment dits teixidors o sabaters, són una família de coleòpters del subordre Adephaga adaptats a la vida aquàtica, de 3 a 15 mm de longitud, amb unes 1000 espècies descrites, en 25 gèneres, amb una distribució mundial.
Presenten notables adaptacions al seu hàbitat aquàtic: els ulls estan subdividits en dues meitats, una dorsal especialitzada a veure fora de l'aigua, i una ventral per veure dins d'ella, les potes, molt modificades, consten d'un parell anterior llarg i estret usat per capturar les seves preses i un segon i tercer parells reduïts, aplanats i transformats en paletes natatòries.
Formen colònies sobre la superfície de l'aigua, per la qual llisquen a gran velocitat descrivint constants corbes; en cas de perill se submergeixen. Són depredadors i cacen insectes aquàtics o que han caigut a l'aigua. Les larves són també carnívores, viuen dins l'aigua i respiren per traqueobrànquies.